# シヴァクマール
シヴァクマール（Sivakumar、1941年10月27日 - ）は、インドのタミル語映画で活動する俳優。1965年に『Kaakum Karangal』で俳優デビューして以来190本以上の映画に出演し、フィルムフェア賞 南インド映画部門、タミル・ナードゥ州映画賞を受賞している。

## キャリア
1965年にS・S・ラージェーンドラン主演の『Kaakum Karangal』で俳優デビューし、この時から「シヴァクマール」の芸名を名乗るようになった。代表作には『Saraswathi Sabatham』『Kandhan Karunai』『Thirumal Perumai』『Uyarndha Manithan』『Rosappu Ravikkaikari』『Sindhu Bhairavi』があり、『Rosappu Ravikkaikari』『Vandichakkaram』でフィルムフェア賞 タミル語映画部門主演男優賞を受賞し、2007年にはフィルムフェア賞 南インド映画部門生涯功労賞を受賞している。また、『Avan Aval Adhu』『Agni Sakshi』でタミル・ナードゥ州映画賞 主演男優賞を受賞している。
43年間のキャリアの中でM・G・ラーマチャンドラン、シヴァージ・ガネーサン、ジェミニ・ガネーサン、S・S・ラージェーンドラン、R・ムトゥラーマン、A・V・M・ラージャン、ジャイシャンカル、ラヴィチャンドラン、カマル・ハーサン、ラジニカーント、ヴィジャヤカーント、サティヤラージ、R・サラトクマール、プラブ、カールティク、モーハン、アルジュン・サルジャー、アジット・クマール、ヴィジャイ、ヴィクラムなど3世代の俳優たちと共演し、『Chithi』『Annamalai』などのテレビシリーズにも出演している。2012年には40年以上の俳優キャリアを称えてジャヤTVから生涯功労賞を授与された。

## 私生活
1974年にラクシュミー・クマーリーと結婚し、2男1女をもうけた。息子のスーリヤとカールティは俳優、娘のブリンダ・シヴァクマールはプレイバックシンガーとして活動している。スーリヤは2006年に女優のジョーティカーと結婚している。
シヴァクマールは熱心なヒンドゥー教徒であり、ムルガンを深く信仰している。俳優引退後はヒンドゥー教についての講演を行っており、スピーチの内容について高い評価を得ている。また、両利きでもある。

## 受賞歴
| 年                                | 部門                              | 作品                              | 結果                              | 出典                              |
| フィルムフェア賞 南インド映画部門 | フィルムフェア賞 南インド映画部門 | フィルムフェア賞 南インド映画部門 | フィルムフェア賞 南インド映画部門 | フィルムフェア賞 南インド映画部門 |
| --------------------------------- | --------------------------------- | --------------------------------- | --------------------------------- | --------------------------------- |
| 1977年                            | タミル語映画部門主演男優賞        | 『Annakili』                      | ノミネート                        |                                   |
| 1978年                            | タミル語映画部門主演男優賞        | 『Aattukara Alamelu』             | ノミネート                        |                                   |
| 1980年                            | タミル語映画部門主演男優賞        | 『Aattukara Alamelu』             | 受賞                              | [ 12 ]                            |
| 1981年                            | タミル語映画部門主演男優賞        | 『Vandichakkaram』                | 受賞                              | [ 13 ]                            |
| 1983年                            | タミル語映画部門主演男優賞        | 『Agni Sakshi』                   | ノミネート                        |                                   |
| 1986年                            | タミル語映画部門主演男優賞        | 『Sindhu Bhairavi』               | ノミネート                        |                                   |
| 2008年                            | 生涯功労賞                        | N/A                               | 受賞                              | [ 14 ]                            |
| タミル・ナードゥ州映画賞          |                                   |                                   |                                   |                                   |
| 1979年                            | 主演男優賞                        | 『Avan aval adhu』                | 受賞                              |                                   |
| 1982年                            | 主演男優賞                        | 『Agni Sakshi』                   | 受賞                              |                                   |
| ヴィジャイ・アワード              |                                   |                                   |                                   |                                   |
| 2018年                            | タミル語映画貢献賞                | N/A                               | 受賞                              | [ 15 ]                            |
| ノルウェー・タミル映画祭賞        |                                   |                                   |                                   |                                   |
| 2015年                            | カライチガラム賞                  | N/A                               | 受賞                              |                                   |